# 昂特吕
昂特吕（法語：Anthelupt，法語發音：[ɑ̃tly]）是法国默尔特-摩泽尔省的一个市镇，位于该省东南部，属于吕内维尔区。

## 地理
昂特吕（48°36'35"N, 6°24'50"E）面积7.82 平方千米，位于法国大東部大區默尔特-摩泽尔省，该省份为法国东北部内陆省份，是洛林的一部分，北邻比利时、卢森堡，北起顺时针与摩泽尔省、下莱茵省、孚日省和默兹省接壤。
与昂特吕接壤的市镇（或旧市镇、城区）包括：克雷维克、达姆勒维耶尔、德克斯维尔、弗兰瓦勒、于迪维莱、迈克斯、罗西耶尔欧萨利讷、维特里蒙。

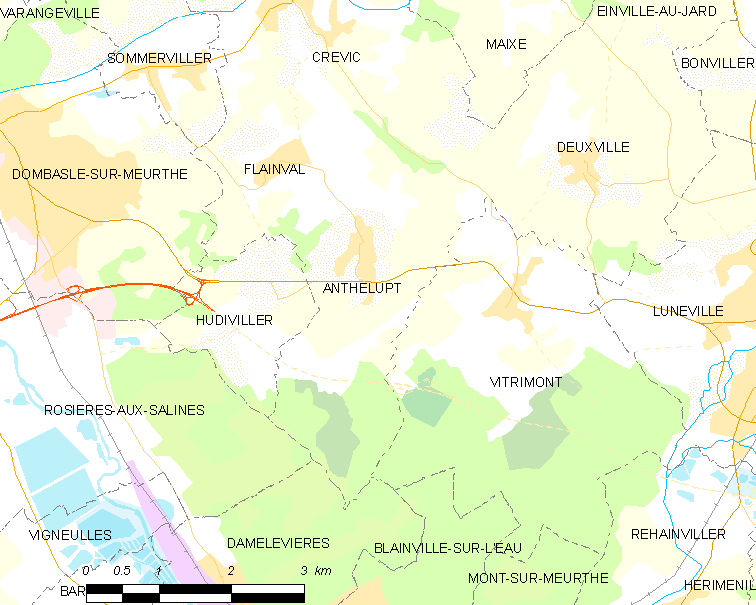
昂特吕的OSM定位图

昂特吕的时区为UTC+01:00、UTC+02:00（夏令时）。

## 行政
昂特吕的邮政编码为54110，INSEE市镇编码为54020。

## 政治
昂特吕所属的省级选区为吕内维尔第一县。

## 人口

1962-2008年间昂特吕人口变化图示

昂特吕于2022年1月1日时的人口数量为442人。